# Oriège
Die Oriège ist ein Gebirgsfluss in Frankreich, der im Département Ariège in der Region Okzitanien verläuft. Sie entspringt in den Pyrenäen, an der Südostflanke des Gipfels Pic d’Étang Foury (2702 m), knapp nördlich des Regionalen Naturparks Pyrénées Catalanes, im südwestlichen Gemeindegebiet von Orlu. Die Oriège entwässert in einem Bogen von Nordost nach Nordwest und mündet nach rund 22 Kilometern im Stadtgebiet von Ax-les-Thermes als rechter Nebenfluss in die Ariège.

## Orte am Fluss

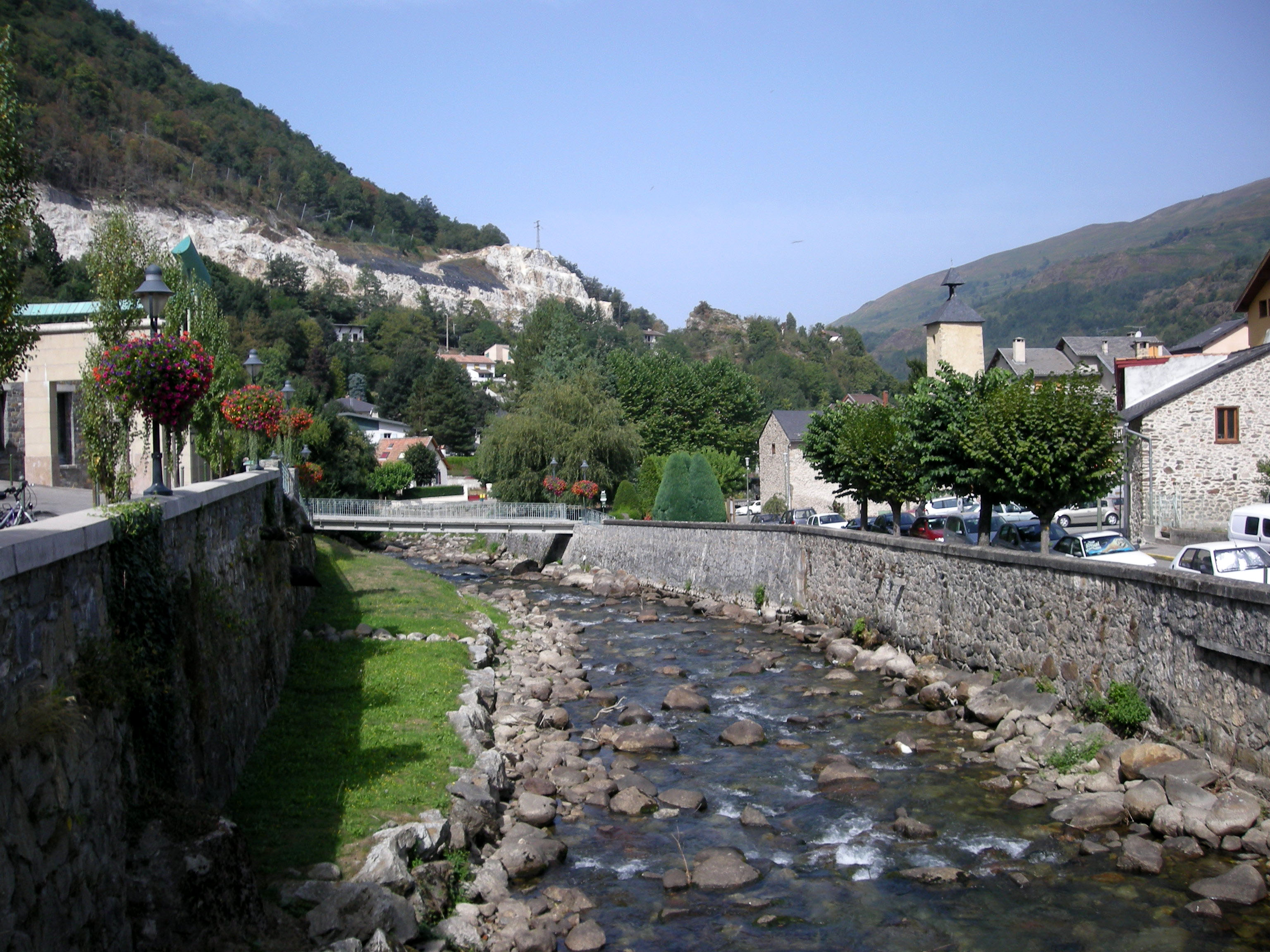
Die Oriège in Ax-les-Thermes

(Reihenfolge in Fließrichtung)
- Orlu
- Orgeix
- Ax-les-Thermes